# Neme
Néme (Niéme) (italijansko in furlansko Nimis, nemško Nimetz) je občina v Videmski pokrajini v italijanski deželi Furlaniji - Julijski krajini. Občina, ki se razteza na 33,9 km2, je imela 2.710 prebivalcev po podatkih na dan 30. novembra 2017.
Občina Néme meji na naslednje občine: Ahten, Bardo, Tipana, Čenta, Poulét, Reana del Rojale.

## Etnična sestava prebivalstva
Po popisu prebivalstva iz leta 1971 se je 25,4 % prebivalcev v občini Neme opredelilo, da so Slovenci. Slovenske narodnosti prebivalci so v glavnem v nekaterih vaseh na okoliških hribih in ne v glavnem mestu in preostalem delu ravnine. Zaradi etničnih, jezikovnih in kulturnih značilnosti njihovega prebivalstva so hriboviti deli občine del tradicionalne regije, znane kot Beneška Slovenija. V preostalem delu občine je furlanščina še vedno zelo razširjena. Čeprav je v močnem upadanjui, v nekaterih hribovskih zaselkih (Černjeja/Cergneu Superiore, Karnica /Monteprato, Vizont/Chialminis) prebivalstvo še vedno uporablja lokalno beneško narečje slovenščine. Omejeno na zaselek Černjéja/Cergneu je to narečje zaščiteno v skladu z zakonom 38/2001. Ne smemo pozabiti, da je tako imenovani Černjejski rokopis povezan z delom Černjéja.

## Spomeniki in kulturne znamenitosi
- Černjejski grad v Benečiji
- Jama Villanova
- Cerkev Sv. Gervasija in Protasija v Nemah (14. stoletje)
- Cerkev Madonna delle Pianelle iz leta 1476